# كين نافارو
كين نافارو (بالإنجليزية: Ken Navarro)‏ هو عازف جاز أمريكي، ولد في 9 يونيو 1953 في لافاييت في الولايات المتحدة.

## وصلات خارجية
- كين نافارو على موقع ميوزك برينز (الإنجليزية)
- كين نافارو على موقع أول ميوزيك (الإنجليزية)
- كين نافارو على موقع ديسكوغز (الإنجليزية)